# 光电核电池
光电核电池(optoelectric nuclear battery)也称为放射光电装置、放射发光核电池或放射性同位素光伏发电机)是一种将核能转换为光，然后产生电能的核电池。它是通过放射性同位素发射电离辐射击中发光材料(闪烁体或磷光体)，发光材料再发射光子撞击光伏电池来实现发电。
该技术是由莫斯科库尔恰托夫研究所的研究人员研发。

## 描述
诸如锝-99或锶-90之类的β发射体悬浮在含有准分子类发光气体分子的气体或液体中，构成“尘埃等离子体”。这使得尘埃粒子发出的β电子几乎可以无损地辐射出来，然后，受激发的气体准分子线将放射转化成周围光伏层中的电子，从而实现轻质、低压、高效的电池。这些核素来自核反应堆中成本相对较低的放射性废料。尘埃粒子的直径很小(几微米)，β衰变
产生的电子几乎没有损失。周围的弱电离等离子体由气体或气体混合物(如氪、氩和氙)及准分子线组成，因此相当数量的β电子能量被转换为光。周边壁体具有宽能带结构的光电层，比如钻石，就能将辐射产生的光能转化为电能。
一项德国专利 介绍了一种光电核电池，该电池由内置于带内镜面压力容器中的氩、氙或氪准分子(或其中两种或三种的混合物)、细磨的放射性同位素、一台间歇式超声振荡器和及一支可调谐准分子带隙的照明光电管组成。当β辐射核素(例如氪-85或氩-39)发射β粒子时，它们以最小热耗在较窄的准分子能带隙中激发自身的电子，因此这种辐射在高能带隙光电层(例如P-D型金刚石)中能非常有效地转化为电能。与现有的放射性核素电池相比，每重量单位的电力可以增加10到50倍或更多。如果压力容器由碳纤维/环氧树脂制成，则功率重量比可与带油箱的吸气式发动机相媲美。这种设计的优点是不需要精密的电极组件，而且大多数β粒子都会从细碎的大块材料中逃逸出来，从而产生电池的净功率。

### 缺点
- 放射性核素价格高。
- 需高压(高达10兆帕或100巴)重型安全壳。
- 安全壳失效会释放出高压喷射的微粒放射性同位素，形成一颗有效的脏弹。

固有的故障风险很可能将该装置局限于天基应用，在这种应用场合中，只有在装置离开地球轨道后，才能从安全运输设备中取出精细分割的放射性同位素源，并将其置于高压气体中。

## DIY制作
简单的光电核电池可以由现成的氚管(涂有放射发光磷光体的充氚玻璃管)和太阳能电池构成。一种采用14个22.5x3毫米的氚瓶设计的电池，最大电压为1.6伏，产生1.23微瓦，另一种设计将电池与电容器与结合起来，为袖珍计算器供电，每次最多一分钟。。

## 另请参阅
- 核电池
- 射线电池
- 放射性同位素热能发电机
- 放射性同位素压电发电机
- 电池列表